# 桑山晴和
桑山 晴和（くわやま はるかず）は、江戸時代中期の旗本。

## 経歴
河野通喬の五男として生まれ、桑山延晴の養子となる。延享4年（1747年）3月16日に家を継ぎ、寛延元年（1748年）3月27日に西ノ丸の小姓組に列する。宝暦11年（1761年）8月3日より本城勤めとなり、宝暦12年（1762年）12月15日に西ノ丸に戻り、安永8年（1779年）4月16日より再び本城勤めとなる。天明元年（1781年）5月26日に再び西ノ丸に戻り、天明6年（1786年）閏10月20日に再び本城勤めとなる。寛政7年（1795年）7月8日に老齢のため職を辞し、寛政10年（1798年）4月13日に73歳で死去。

## 系譜
- 実父：河野通喬
- 実母：朽木定盛養女 - 山田勝重の娘
- 養父：桑山延晴
- 前妻：久世広氐の娘
  - 長男：桑山晴喜
- 後妻：多賀常昭の娘
- 生母不明の子女
  - 次男：桑山元宴 - 桑山貞因の養子
  - 長女：仁賀保誠旽室 - 仁賀保誠陳養女